# Kaługerowo (obwód Chaskowo)
Kaługerowo (bułg. Калугерово) – wieś w południowej Bułgarii, w obwodzie Chaskowo, w gminie Simeonowgrad.